# Lensia nagabhushanami
Lensia nagabhushanami är en nässeldjursart som beskrevs av Daniel 1971    . Lensia nagabhushanami ingår i släktet Lensia och familjen Diphyidae. Inga underarter finns listade i Catalogue of Life.